# Hullabaloo: Live at Le Zenith, Paris
Hullabaloo: Live at Le Zenith, Paris (também conhecido como Hullabaloo) é uma álbum de vídeo ao vivo feito pela banda inglesa de rock alternativo Muse. O video contém duas performances ao vivo da banda em Le Zénith, em Paris, e foi gravado entre 28 e 29 de outubro de 2001 e também possui cenas de bastidores. Uma trilha sonora também foi produzida para esse video e foi intitulada Hullabaloo Soundtrack.

## Faixas
Todas as músicas foram compostas por Matthew Bellamy, exceto as com citações ao lado.
1. "Introdução" (com partes de "What's He Building?" por Tom Waits) (Tom Waits)
2. "Dead Star"
3. "Micro Cuts"
4. "Citizen Erased"
5. "Sunburn"
6. "Showbiz"
7. "Megalomania"
8. "Uno"
9. "Screenager"
10. "Feeling Good" (Leslie Bricusse, Anthony Newley)
11. "Space Dementia"
12. "In Your World"
13. "Muscle Museum"
14. "Cave"
15. "New Born"
16. "Hyper Music"
17. "Agitated"
18. "Unintended"
19. "Plug In Baby"
20. "Bliss"

### Versão Japonesa
1. "Darkshines"
2. "Uno"
3. "Screenager"
4. "Feeling Good" (Newley Bricusse)
5. "Space Dementia"
6. "In Your World"
7. "Muscle Museum"
8. "Cave"
9. "New Born"
10. "Hyper Music"
11. "Agitated"
12. "Unintended"
13. "Plug In Baby"
14. "Bliss"

## Banda
- Matthew Bellamy – vocal, guitarra
- Christopher Wolstenholme – baixo, vocal de apoio e guitarra em "Unintended"
- Dominic Howard – bateria